# دفاع الإلهاء

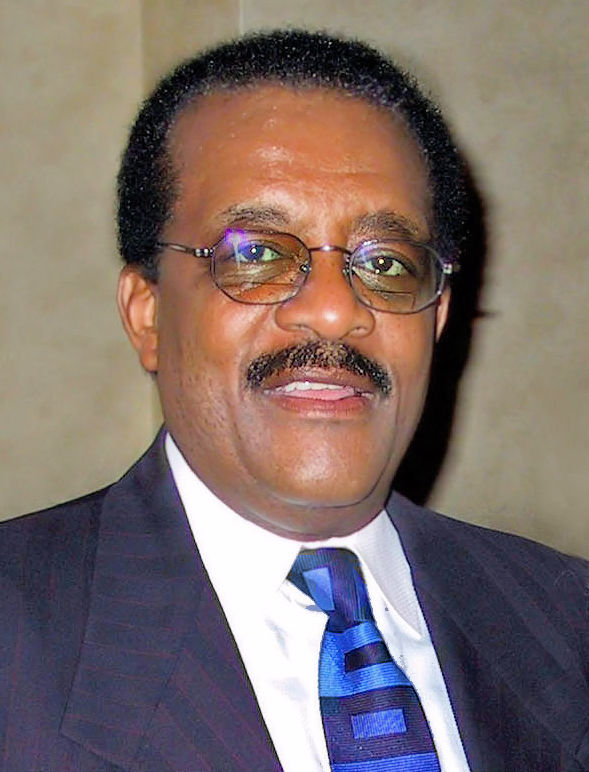

دفاع الإلهاء في المحاكمة أمام هيئة محلفين حيلة قانونية يحاول فيها محامي الدفاع الجنائي صرف نظر هيئة المحلفين بدلا من دحض قضية المدعي بإلهاء أو تشويش عمد.